# هیمونوکفالوس ریگیدوس
هیمونوکفالوس ریگیدوس (نام علمی: Hymenocephalus rigidus) گونه‌ای گیاه گلدار از خانواده کاسنیان (نام علمی: Asteraceae) است و تنها عضو سرده آن هیمونوکفالوس است. این گونه بومی ایران است.